# Silverlöpare
Silverlöpare (Bembidion argenteolum) är en art i insketsordingen skalbaggar som tillhör familjen jordlöpare. 
Den är en liten (6-7,5 millimeter), svart och slankt byggd jordlöpare med långa antenner och ben. Ett av artens kännetecken är att den har silverfärgade fläckar på täckvingarna. 
Artens utbredningsområde sträcker sig från västra Europa österut till Sibirien. I Sverige är den rödlistad som sårbar och den är rödlistad också i Norge och Tyskland.
Skalbaggarna är aktiva på dagen och lever på rov. Dess habitat är öppna och sandiga platser (exempelvis sandstränder) nära vattendrag och sjöar.